# Yarelis Barrios
Yarelis Barrios Castaneda (Pinar del Río, 12 juli 1983) is een Cubaanse discuswerpster. Ze won verschillende medailles op grote internationale atletiektoernooien. Ook nam ze deel aan de Olympische Spelen en won bij die gelegenheid in 2008 een zilveren medaille. Die werd haar jaren later na een hertest, waaruit een overtreding van het dopingreglement bleek, weer afgenomen.

## Biografie

### Sportieve familie
Als kind hield Barrios van sport en deed aan basketbal. Op veertienjarige leeftijd stapte ze over op atletiek. Ze komt niet uit een sportieve familie, maar haar familie heeft haar wel altijd ondersteund. Ze blonk uit in het discuswerpen en werd al snel sterker op dit onderdeel. In 2002 ging ze over naar de senioren en miste met 54,10 m een kwalificatie voor de wereldkampioenschappen voor junioren.

### Doorbraak
In 2006 won Barrios met 58,22 een zilveren medaille op de Centraal-Amerikaanse en Caribische Spelen. Deze wedstrijd werd gewonnen door haar landgenote Yania Ferrales met 59,70. In 2007 maakte ze haar internationale doorbraak door bij de wereldkampioenschappen in Osaka een zilveren medaille te winnen op haar specialiteit. In datzelfde jaar won ze ook het discuswerpen op de Pan-Amerikaanse Spelen en de universiade.

### Doping op OS 2008
Haar beste prestatie leverde Yarelis Barrios op de Olympische Spelen van 2008 in Peking. Met 63,64 won ze een zilveren medaille en moest ze alleen de Amerikaanse Stephanie Brown-Trafton voor laten gaan, die met haar eerste worp (64,74) gelijk de leiding in handen nam en die tot het einde van de wedstrijd niet meer afstond. Deze medaille diende ze in 2016 terug in te leveren wegens dopinggebruik. Later dat jaar won ze een gouden medaille bij de wereldatletiekfinale.

### Ook zilver op WK
Een jaar later op de WK in Berlijn veroverde ze opnieuw zilver. Met een beste poging van 65,31 eindigde ze achter de Australische Dani Samuels, die de wedstrijd won met een persoonlijk record van 65,44. De Roemeense Nicoleta Grasu veroverde het brons met 65,20. Net als het jaar ervoor won ze aan het eind van het seizoen een gouden medaille bij de wereldatletiekfinale.

### Diamant van 80.000 dollar
In 2010 nam Yarelis Barrios deel aan de Ibero-Amerikaanse kampioenschappen, een toernooi dat om de twee jaar wordt gehouden tussen atleten uit de Spaans en Portugees sprekende landen en dat ditmaal in het Spaanse San Fernando plaatsvond. Ze werd er tweede met 59,96. Van de zeven wedstrijden in het kader van de Diamond League serie, waarin ook het discuswerpen op het programma stond, won zij er vier. En hoewel in de finalewedstrijd, de Memorial Van Damme in Brussel, Sandra Perković haar de loef afstak met haar winnende worp van 66,93, werd de Cubaanse met 65,96, haar beste jaarprestatie, tweede en werd hiermee in haar discipline de eerste winnares van de hoofdprijs, de diamant ter waarde van ongeveer $80.000.
Op de Olympische Spelen van 2012 in Londen plaatste Barrios zich met 65,94 in de kwalificatieronde voor de finale. Daar verbeterde ze zich tot 66,38 en eindigde ze op een vierde plaats.
Naast atletiek volgde Barrios een studie lichamelijke opvoeding aan het Higher Sports Institute in Havana, die ze met succes voltooide.

## Titels
- Pan-Amerikaans kampioene discuswerpen - 2007
- Universitair kampioene discuswerpen - 2007
- Cubaans kampioene discuswerpen - 2012

## Persoonlijk record
| Onderdeel    | Prestatie | Datum         | Plaats |
| ------------ | --------- | ------------- | ------ |
| discuswerpen | 68,03 m   | 22 maart 2012 | Havana |

## Prestatieontwikkeling
- 1999: 44,45
- 2000: 50,22
- 2001: 48,92
- 2002: 54,10
- 2003: 58,37
- 2004: 59,51
- 2005: 60,61
- 2006: 61,01
- 2007: 63,90
- 2008: 66,13
- 2009: 65,86
- 2010: 65,96
- 2011: 66,40
- 2012: 68,03
- 2013: 67,36
- 2016: 62,50

## Palmares

### discuswerpen
Kampioenschappen
- 2006:  Centraal-Amerikaanse en Caribische Spelen - 58,22 m
- 2007:  WK - 63,90 m
- 2007:  Pan-Amerikaanse Spelen - 61,72 m
- 2007:  Universiade - 61,36 m
- 2008: DSQ OS
- 2008:  Wereldatletiekfinale - 64,88 m
- 2009:  WK - 65,31 m
- 2009:  Wereldatletiekfinale - 65,86 m
- 2010:  Ibero-Amerikaanse kamp. in San Fernando - 59,96 m
- 2010:  Continental Cup in Split - 62,58 m
- 2011:  WK - 65,73 m
- 2012:  Cubaanse kamp. - 68,03 m
- 2012: 4e OS - 66,38 m

Diamond League-podiumplekken
- 2010:  Eindzege Diamond League
- 2010:  Qatar Athletic Super Grand Prix – 64,90 m
- 2010:  Athletissima – 65,92 m
- 2010:  Meeting Areva – 65,53 m
- 2010:  Aviva London Grand Prix – 65,62 m
- 2010:  Memorial Van Damme – 65,96 m
- 2011:  Eindzege Diamond League
- 2011:  Golden Gala – 64,18 m
- 2011:  Athletissima – 64,29 m
- 2011:  Herculis – 65,44 m
- 2011:  Memorial Van Damme – 65,33 m
- 2012:  Bislett Games – 63,57 m
- 2012:  Herculis – 64,49 m
- 2012:  Weltklasse Zürich – 61,73 m
- 2013:  Golden Gala – 64,41 m
- 2013:  Athletissima – 67,36 m
- 2013:  Herculis – 64,24 m